# 丹地陽子
丹地 陽子（たんじ ようこ）は、日本のイラストレーター。妹のたんじあきこは絵本作家。

## 経歴
三重県生まれ。子どもの頃はフェリックス・ヴァロットンが描いたルナールの『にんじん』の挿絵が好きでよく模写していたという。高校生からはメビウスのファンだという。
東京都立芸術高等学校を経て、東京芸術大学美術学部デザイン科を卒業。1990年代よりインターネットで作品を発表し、雑誌『MdN』などの仕事を開始する。以後、書籍、雑誌、広告、ウェブなどのイラストレーションを制作している。
西荻窪のギャラリー「URESICA」で個展を定期的に開催。雑誌『illustration』の2018年3月号で特集が組まれた。2021年、初の作品集が出版された。
2022年、『つくしちゃんとおねえちゃん』で第69回産経児童出版文化賞ニッポン放送賞を受賞。

## 主な作品

### 本のイラスト
- デイヴィッド・アーモンド著、金原瑞人訳『ヘヴンアイズ』河出書房新社、2003年、ISBN 4-309-20384-1
- あさのあつこ『ガールズ・ブルー』文藝春秋〈文春文庫〉、2006年、ISBN 4-16-772201-1
- 辻村深月『名前探しの放課後』講談社、2007年、上巻 ISBN 978-4-06-214506-0、下巻 ISBN 978-4-06-214507-7
- アーシュラ・K・ル・グィン『闇の左手』早川書房〈ハヤカワ文庫〉、2008年、ISBN 978-4150102524
- 宮部みゆき『ICO 霧の城』講談社〈講談社文庫〉、2010年、上巻 ISBN 978-4-06-276809-2、下巻 ISBN 978-4-06-276810-8
- 森晶麿『黒猫の遊歩あるいは美学講義』早川書房、2011年、ISBN 978-4152092489
- エロイーズ・マッグロウ作、斎藤倫子訳『サースキの笛がきこえる』偕成社、2012年、ISBN 978-4-03-726860-2
- 小林泰三『アリス殺し』東京創元社、2013年、ISBN 978-4-488-02546-5
- 中村融編『街角の書店 : 18の奇妙な物語』東京創元社〈創元推理文庫〉、2015年、ISBN 978-4-488-55504-7
- ヴィンス・ヴォーター作、原田勝訳『ペーパーボーイ』岩波書店、2016年、ISBN 978-4-00-116411-4
- 須賀しのぶ『夏の祈りは』新潮社〈新潮文庫〉、2017年、ISBN 978-4-10-126973-3
- 紅玉いづき『現代詩人探偵』東京創元社〈創元推理文庫〉、2018年、ISBN 978-4-488-48911-3
- 赤川次郎『埋もれた青春』KADOKAWA〈角川文庫〉、2018年、ISBN 978-4-04-107016-1
- 堀内公太郎『タイトルはそこにある』東京創元社、2018年、ISBN 978-4-488-02002-6
- 額賀澪『さよならクリームソーダ』文藝春秋〈文春文庫〉、2018年、ISBN 978-4-16-791089-1
- 『大人だって読みたい! 少女小説ガイド』時事通信社、2020年、ISBN 978-4788717046
- 新川帆立『元彼の遺言状』宝島社、2021年、ISBN 978-4299012364
- いとうみく『つくしちゃんとおねえちゃん』福音館書店、2021年、ISBN 978-4834085990
- N・H・クラインバウム作、佐々木早苗訳『いまを生きる』ポプラ社〈ポプラキミノベル〉、2022年、ISBN 978-4-591-17318-3

などの表紙イラストレーションなどを担当している。
他に光村図書の中学校「国語1」に掲載のヘルマン・ヘッセ「少年の日の思い出」の挿絵など。

### ポスター
- 映画『映画ドラえもん のび太の南極カチコチ大冒険』（2017年）[11]
- 映画『おらおらでひとりいぐも』（2020年）[12]

### 作品集
- 『丹地陽子作品集 The Art of Yoko Tanji』パイインターナショナル、2021年、ISBN 978-4-7562-5160-2